# 奄美交通
奄美交通（あまみこうつう）は、かつて鹿児島県奄美大島を営業エリアとしていたバス事業者である。路線バスおよび貸切バスを営業していた。
2008年6月21日付けで、同じく奄美大島内でバス事業を行っている道の島交通（現・しまバス）に全事業権を譲渡した。

## 概要
本社所在地は鹿児島県奄美市名瀬入舟町9番1号。いわさきグループに属していた。そのため、使用していた車体は旧・鹿児島交通などのいわさきグループのものが多く、塩害という離島所以の障害もあり、錆の目立つ車体も多かった。

## 歴史
- 1950年 - 奄美陸運として設立する。
- 1954年 - 路線バスの営業を開始する。
- 1955年 - 奄美交通に商号を変更する。
- 1992年 - 名瀬市（現・奄美市名瀬地区）で競合していた林バス産業（旧・林自動車商会）を吸収する。
- 2007年頃 - 以降、同業者である道の島交通（現・しまバス）との路線競合の問題が発生する（後述）。
- 2008年 - 全事業権を道の島交通に譲渡し、車両65台が同社に承継される。

### 事業権の譲渡
当社が一旦廃止するとした路線の一部を継続運行したことにより、2004年3月より同社と岩崎バス（現・しまバス）との間で13路線が競合する事態に陥ったが、2006年10月より解決された（経緯などはしまバス#廃止代替バス問題を参照）。
また、2007年以降は前述の競合路線とは別に、奄美市街地を中心に競合している路線に関してバス事業の一本化について本格的な協議がもたれていたが、2008年3月に同年5月をめどに奄美交通の事業を道の島交通が受け入れる形で統合することが合意された。実際は少し遅れて同年6月18日、国土交通省九州運輸局より事業譲渡の認可を受け、同月21日付で道の島交通に完全譲渡され、当社は約58年の歴史に幕を下ろした。なお、車両は全車両が道の島交通に買収された。

## 路線概要

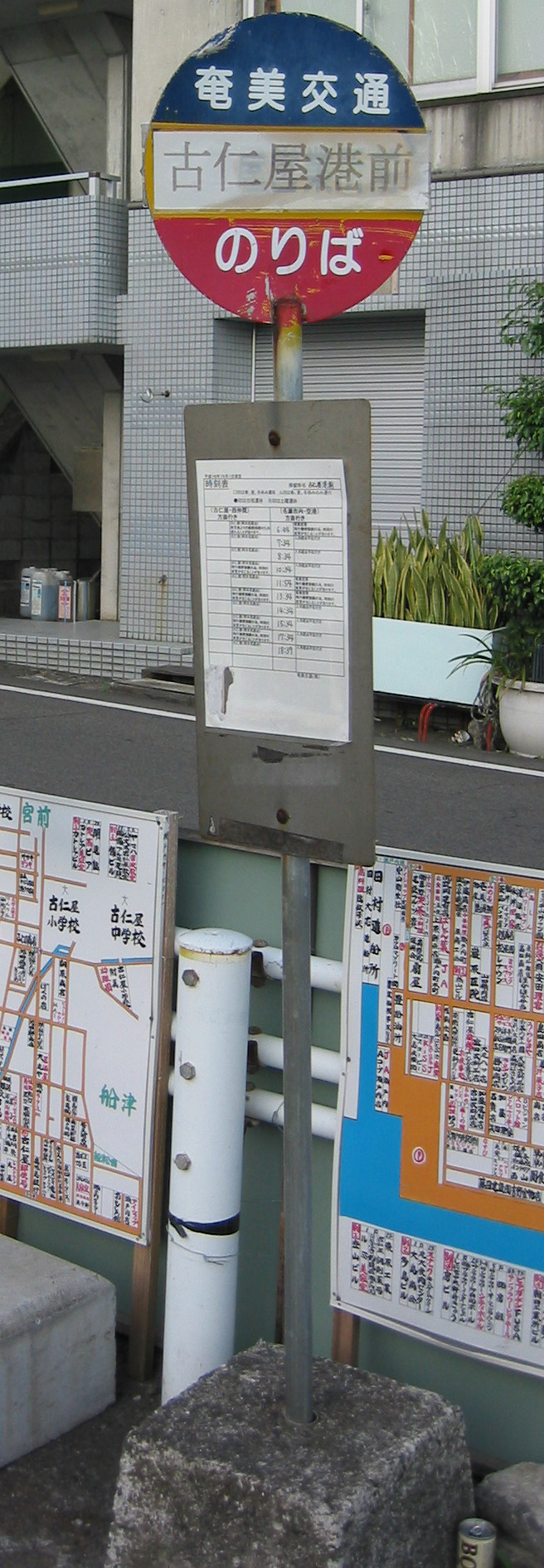
路線バスのバス停

奄美市名瀬地区（旧・名瀬市）の中心部にバスターミナルを置き、奄美大島内各地域に路線を持っていた。名瀬地区を拠点に住用地区（旧・住用村）を通り島の南西端部の瀬戸内町古仁屋地区へ向かう路線や、島の中央に位置する大和村への路線、北東部の龍郷町および奄美空港を含む笠利地区（旧・笠利町）への路線があった。
同じく奄美大島内でバス事業を行っている道の島交通とは、2004年以降に路線の競合が発生した（しまバス#廃止代替バス問題を参照）。これは、2006年10月以降、両社の協議により解決された。

### 路線
2008年6月20日の譲渡直前時点で、48路線が設定されていた。
主な路線は以下のとおり。
- 空港 - 名瀬 - 古仁屋
- 名瀬 - 龍郷 - 笠利
- 名瀬 - 住用 - 古仁屋
- 名瀬 - 大和
- その他市内路線（旧・名瀬市）

## 営業所・車庫
- 平松車庫 - 奄美市名瀬平松町424番地
- 古仁屋営業所 - 瀬戸内町大字古仁屋字春日5番地1

## 車両
いすゞ車が主だが、各社の車両が使用されていた。カラーリングは、奄美交通特有のハイビスカスの花をあしらった柄のほか、いわさきグループ事業者共通のヤシの木デザインのものもあり、同じデザインでも配色が幾通りもあって、バリエーションに富んでいた。

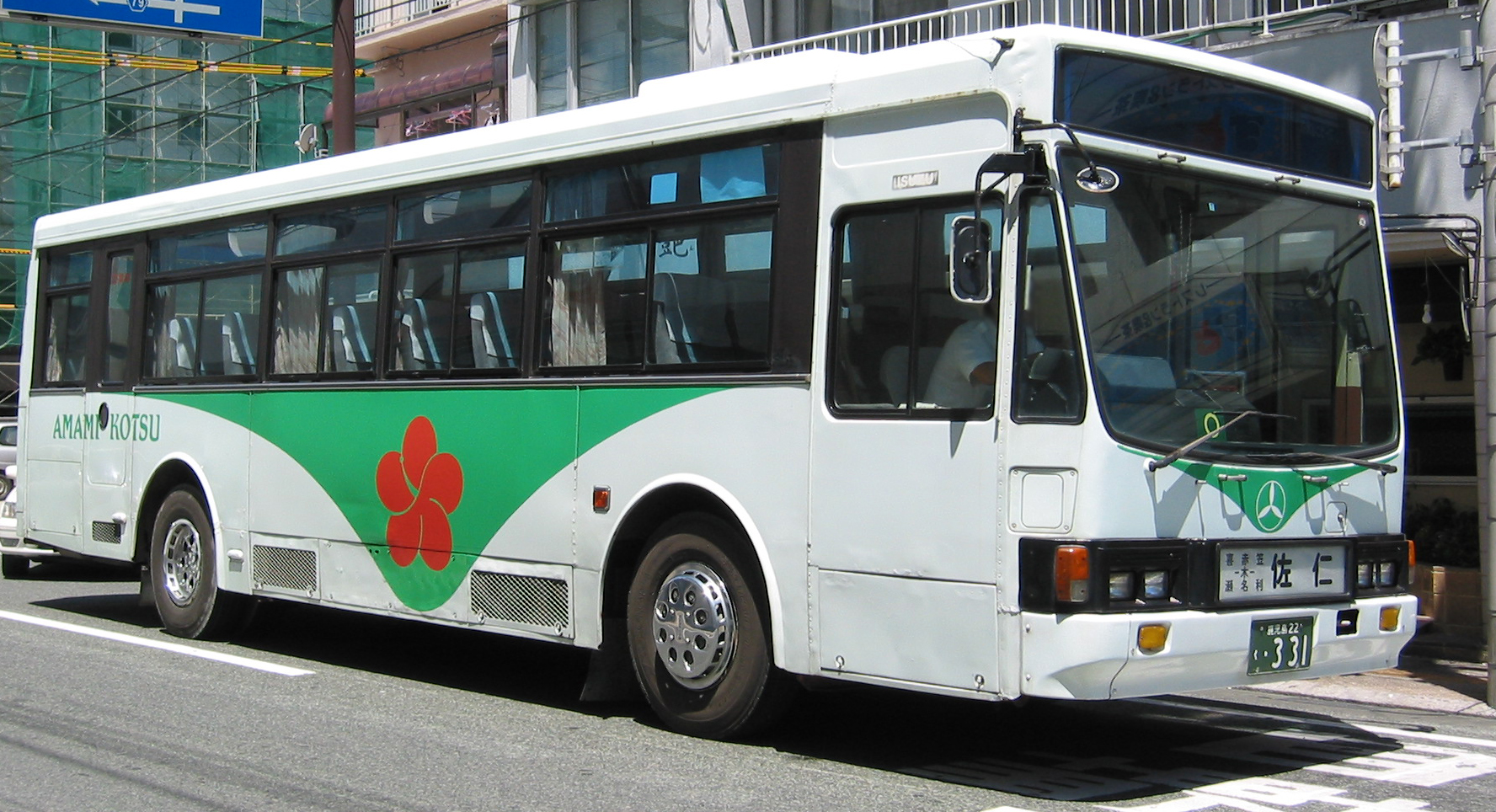
一般路線車 いすゞ車（2006年7月）
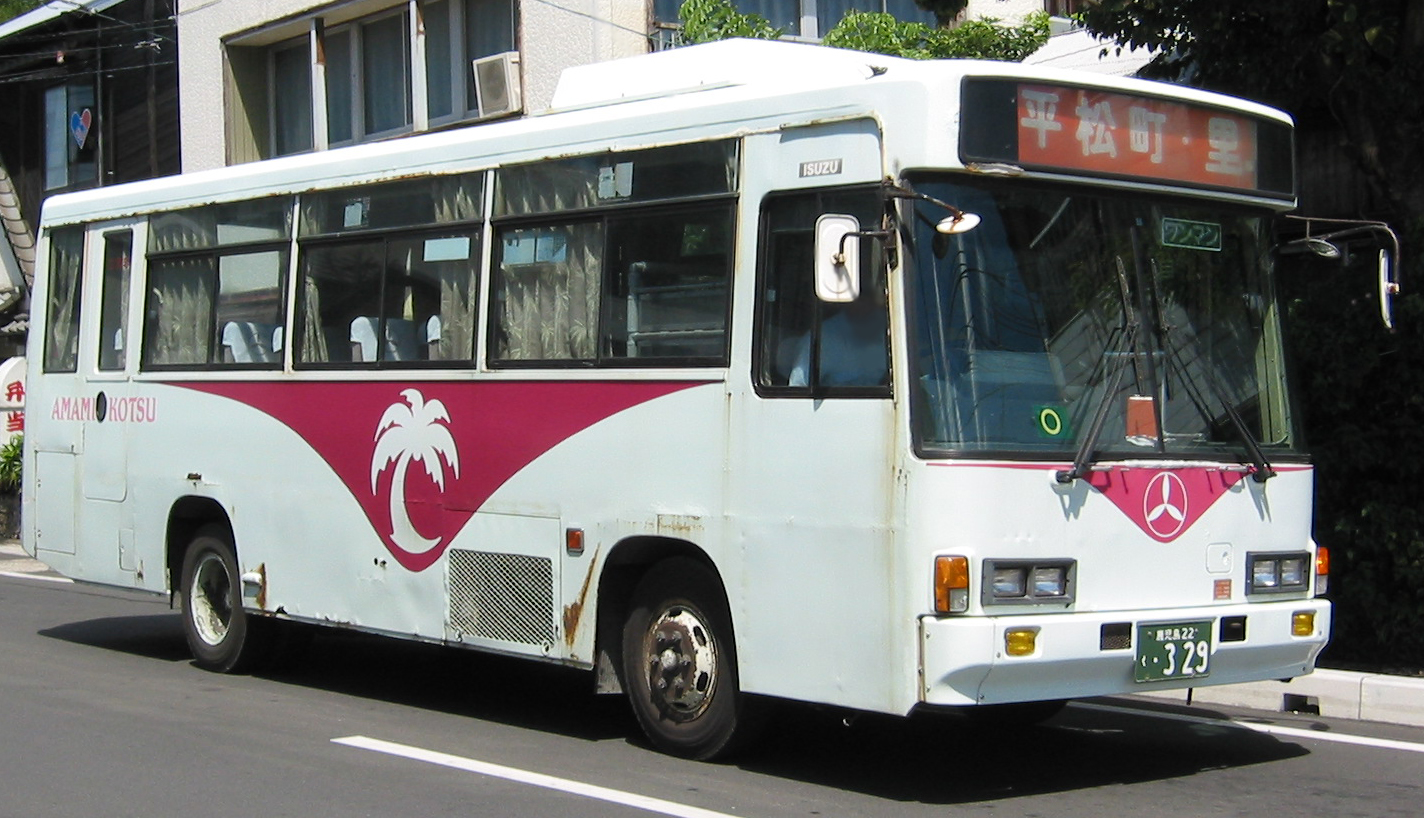
一般路線車 いすゞ車（2006年7月）
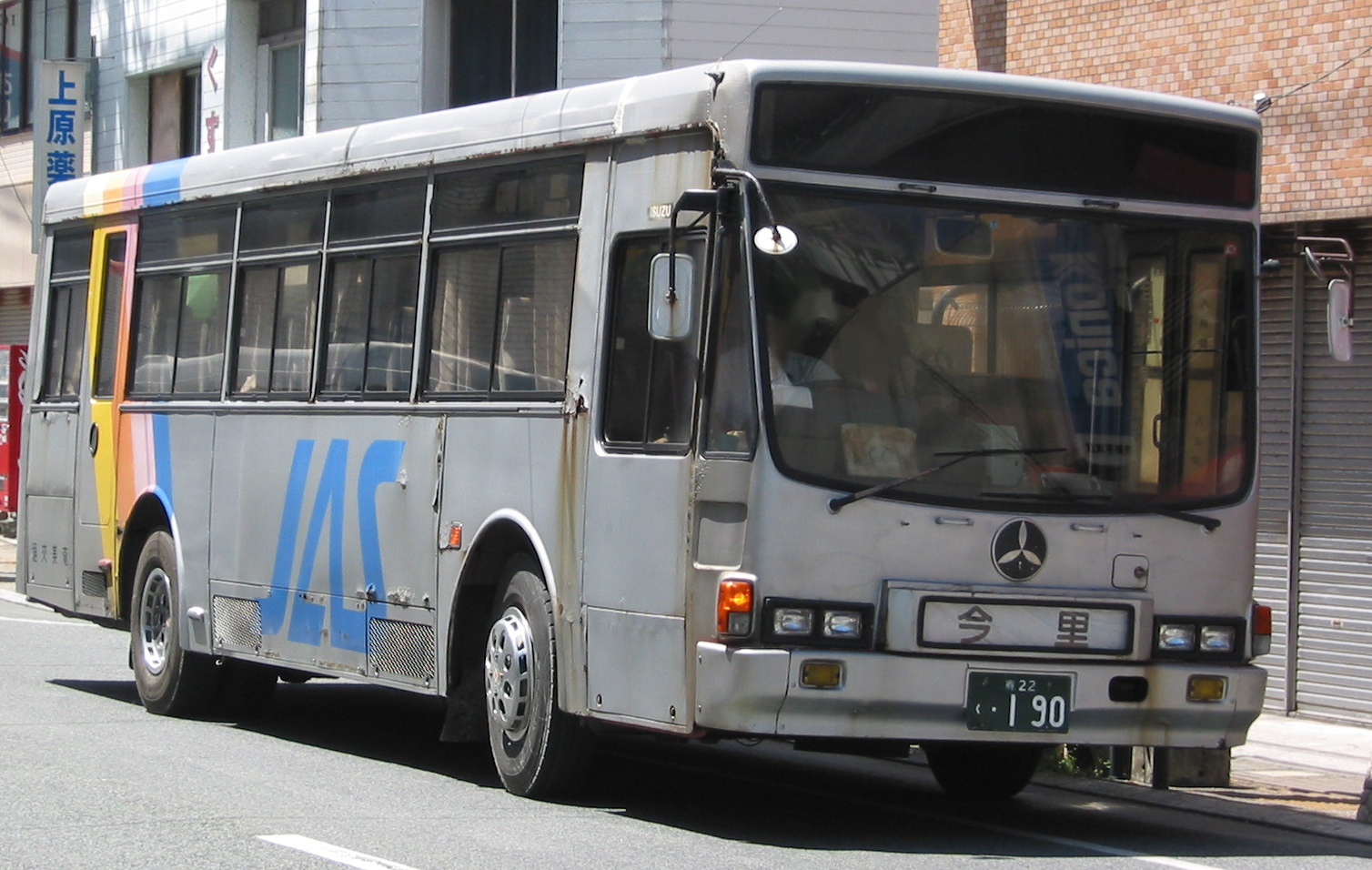
一般路線車 いすゞ車 JASレインボーカラー（2006年7月）
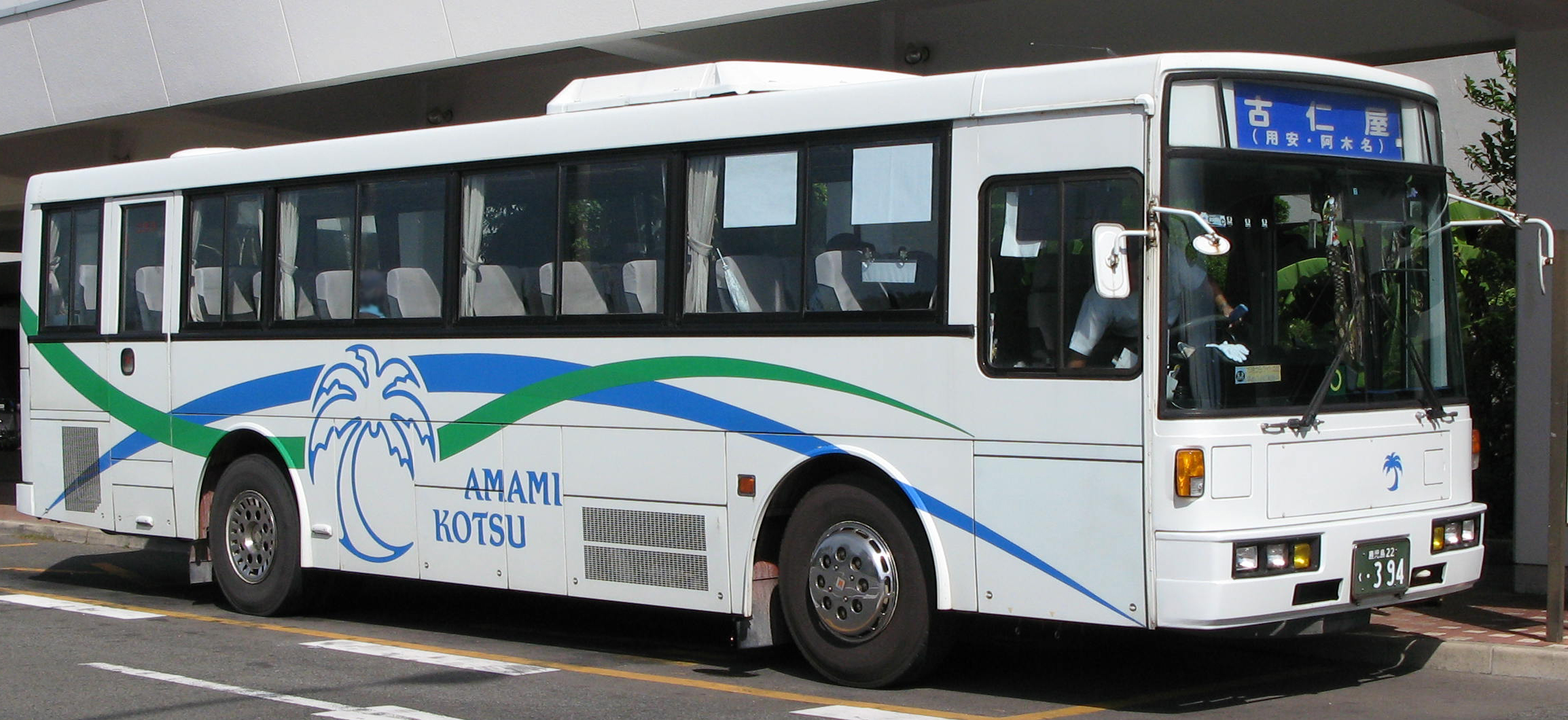
一般路線車 日産ディーゼル車（2006年7月）
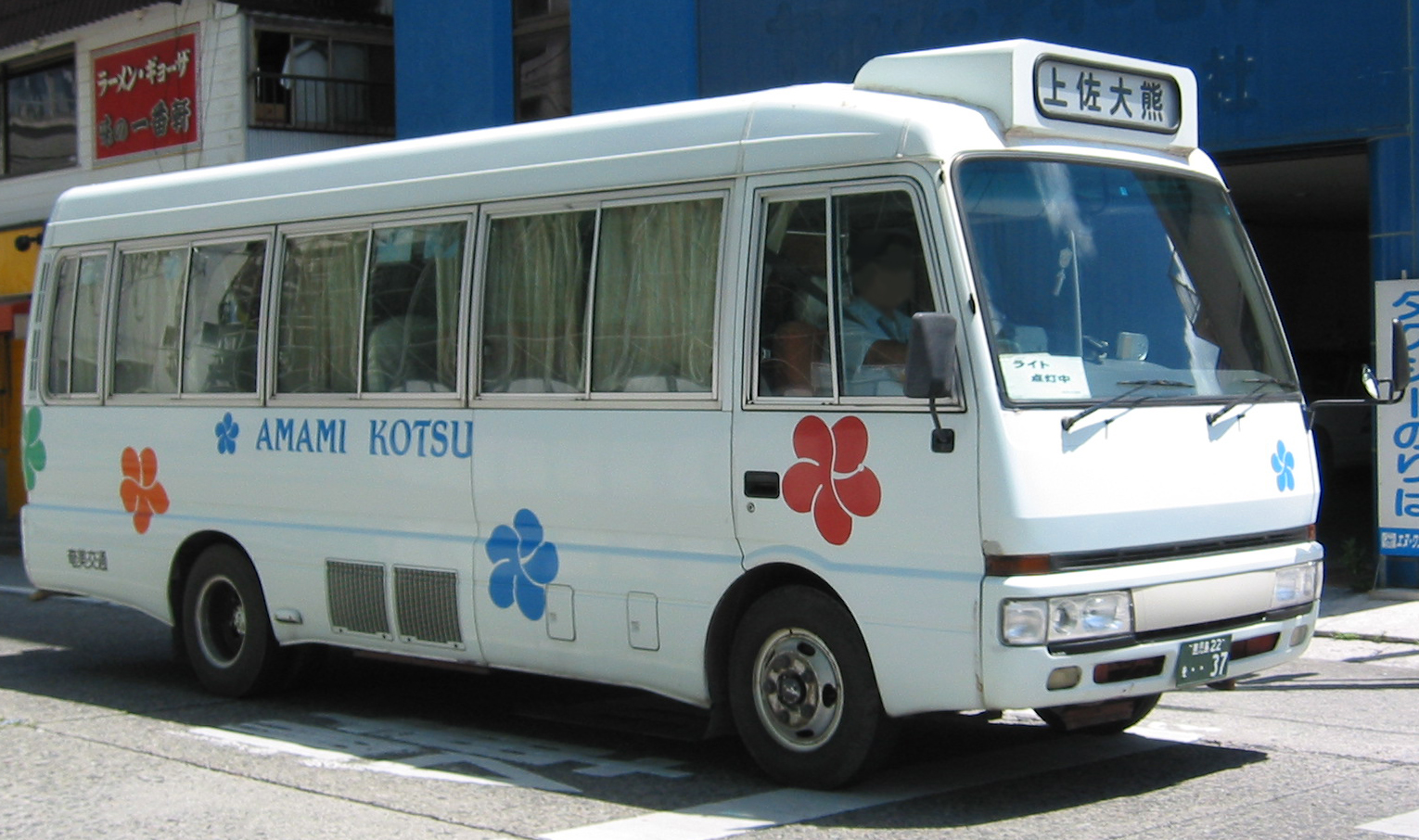
一般路線車 三菱車（2006年7月）

## 関連企業
- いわさきグループ各社

### バス事業者
- 鹿児島交通
- 鹿児島交通観光バス
- 大隅交通ネットワーク
- 三州自動車
- いわさきバスネットワーク
- 種子島・屋久島交通